# Маркевич, Борис Анисимович
Борис Анисимович Маркевич (16 марта 1925 года, Харьков, УССР, СССР — 25 октября 2002 года, Москва, Россия) — советский и российский художник-график, член-корреспондент Российской академии художеств (2001). Заслуженный художник РСФСР (1992).

## Биография
Родился 16 марта 1925, Харькове, жил и работал в Москве.
Учился в Московском полиграфическом институте (1944-45), Московском художественном институте (1946-49) у Г. Т. Горощенко, Б. А. Дехтерёва, П. Я. Павлинова.
С 1943 по 1949 годы — работал художником-исполнителем в Московском цирке.
С 1949 года — работал художником в издательствах «Художественная литература», «Прогресс», «Искусство» и других.
С 1949 года — член Союза художников СССР, с 1987 года — член правления Московского Союза художников.
В 2001 году — избран членом-корреспондентом Российской академии художеств.
Умер 25 октября 2002 года в Москве. Похоронен на Новом Донском кладбище города Москвы, участок 4, родственное захоронение.

## Творческая деятельность
Среди произведений:
- иллюстрации и оформление книг (тушь, гуашь, акварель) — «Сорок первый» Б. А. Лавренева (1957), «Тёмные аллеи» И. А. Бунина (1958), «Двенадцать» А. А. Блока (1968), «Избранное» М. М. Зощенко (1970), «Элегии и малые поэмы» Публия Овидия Назона (1973), «Избранное» Х.-Л. Борхеса (1984);
- станковая графика (акварель) — серии «Псковщина» (1964-65; 1973-75), «Башкирия» (1974), натюрморты, интерьер «Вечером» (1982).

## Награды
- Заслуженный художник РСФСР (4 февраля 1992) — за заслуги в области изобразительного искусства[1]
- Серебряная медаль Академии художеств СССР (1987)
- диплом Международной выставки искусства книги в г. Лейпциге (1969)
- дипломы Всесоюзных конкурсов на лучшее издание года (1958, 1962, 1965, 1968).